# T Caeli
T Caeli är en underjätte av typen kolstjärna och en pulserande variabel av halvregelbunden typ (SR)i stjärnbilden Gravstickeln. 
T Caeli varierar mellan fotografisk magnitud +9,0 och10,8 med en period av 156 dygn.